# Эстернгарнсхольм
Э́стернгарнсхольм (швед. Östergarnsholm) — шведский остров в Балтийском море, расположенный в 3 км восточнее Готланда. Административно относится к Готландской коммуне Готландского лена.
Площадь острова — 2 км². Лесной покров отсутствует.
На острове имеются остатки доисторического укрепления. На протяжении истории на Эстергарнсхольмене было построено несколько маяков. Старый маяк, возведённый в 1817—1818 годах, в настоящее время объявлен памятником архитектуры. Рядом с ним стоит маяк 1849 года, использовавшийся пока шло строительство нового маяка на восточной стороне острова.
В настоящее время на острове действуют два маяка: Эстергарн (36,2 м) и Эстергарн V (12,5 м).